# Хитрово, Яков Лукич
Яков Лукич Хитрово (род. в 1700 г., умер в апреле 1771 г.) — действительный тайный советник, сенатор. Принадлежал старинному дворянскому роду Хитрово.
По повелению императора Петра I в 1712 году был отдан на обучение в математическую школу; затем учился в Ревеле и в С.-Петербургской морской школе.
В 1716 году был определён на службу во флоте гардемарином и, по распоряжению генерал-адмирала графа Ф. М. Апраксина отправлен за границу для дальнейшего обучения. В 1726 году вернулся в Россию.
В 1726 году был произведен в лейтенанты, а в 1732 году, в чине действительного полковника определён советником в контору генерал-интенданта флота, с назначением во 2-ю экспедицию, заведовавшую подрядом и закупкою лесов для флота, а также и постройкой в Новой Голландии амбаров и эллингов. В 1739 г. последовало распоряжение о его отправлении в Казань для закупки лесов. В 1740 году Хитрово был назначен в экипажскую экспедицию обер-экипажмейстером, а в 1748 году, с производством в действительные генерал-майоры, определён членом адмиралтейской коллегии.
Вследствие отъезда императрицы Елизаветы Петровны в Москву и отправления туда Сената, Хитрово присутствовал 7 декабря 1748 года в С.-Петербургской сенатской конторе. В 1753 году он был назначен президентом вотчинной коллегии, в 1755 году произведен в тайные советники. 16 августа 1760 года назначен сенатором, но уже два года спустя, 17 января 1762 года, уволен, согласно прошению, от дел с производством в действительные тайные советники. В 1778 году Евгений Амилахоров сменил Хитрово на посту президента вотчинной коллегии.